# Armand Marcelle
Armand Marcelle, francoski veslač, * 10. oktober 1905, † 26. december 1974.
Marcelle je za Francijo nastopil na Poletnih olimpijskih igrah 1928 v Amsterdamu, kjer je kot član dvojca s krmarjem osvojil srebrno medaljo.